# Abéché
Abéché je grad u Čadu, sa 77.400 stanovnika četvrti po veličini u državi. Nalazi se na istoku Čada, 150 km od granice sa Sudanom i oko 650 km od glavnog grada N'Djamene. Glavni je grad regije (nekad sultanata) Ouaddaï i departmana Ouara. Ima zračnu luku.
Abéché je centar za dostavu humanitarne pomoći za cca. 240.000 darfurskih izbjeglica, koji žive u 12 logora istočno od grada, u pograničnom području uz Sudan. Brojne su organizacije otvorile urede u gradu 2003. i 2004. godine, kao što su UNHCR, Crveni križ, Deutsche Gesellschaft für Internationale Zusammenarbeit i UNICEF. Grad je 2008. posjetio George Clooney, UN-ov veleposlanik dobre volje.

## Vanjske poveznice

### Ostali projekti
|  | Zajednički poslužitelj ima još gradiva o temi Abéché |